# Platónov
Platónov (Платонов o Безотцовщина) es una obra de teatro escrita por Antón Chéjov a los 18 años (entre 1878 y 1880). El manuscrito fue entregado a la actriz María Yermólova para que fuera representado en el Teatro Maly de Moscú, cuya dirección lo rechazó en 1882. Desaparecido, el texto fue encontrado en 1921 en la caja fuerte de un banco de Moscú.
En el 2009, Juan Mayorga escribió una versión reducida, de tres horas, que llevó a escena Gerardo Vera en el Teatro María Guerrero y que se estrenó ese mismo año. Entre el reparto destacan los actores Pere Arquillué, Carmen Machi, Mónica López, Jordi Dauder, David Luque, Roberto Martín Santos, Toni Agustí, Sonsoles Benedicto y Raúl Fernández.

## Sinopsis
Platónov habla de la caída de un hombre y, con él, de la extinción de todo un mundo. En esta obra temprana y sin embargo magistral, Chéjov nos muestra todos los temas, los personajes y las obsesiones que caracterizaron su obra dramática de madurez. 
Protagonizada por Mijaíl Platónov, un maestro de escuela de provincias que arrastra un desencanto enorme por la vida que acabará sumergiéndolo en la desesperación, Chéjov hace en esta obra un retrato preciso de una sociedad herida de muerte, que ataca como un animal moribundo y que está a punto de perecer definitivamente.